# Zina

Skylt som påpekar att relationer utanför äktenskapet är "haram".

Zina (arabiska: زِنَاء, otukt) är en arabisk term som syftar på "sex före eller utanför heterosexuellt äktenskap" (hor/äktenskapsbrott). Individen har genom zina brutit mot dessa Guds gränser som finns nämnda i Koranen. Den norska historikern Knut S. Vikør anger i boken Mellom Gud og stat (2003) att dessa personer kan dömas till spöstraff om båda var ogifta samt om kvinnan var oskuld vid den sexuella aktiviteten, medan en otrogen make/maka kan dömas till stening till döds. Dock står det inget om steningsstraff i Koranen. 
Straffet är 100 piskrapp var för både mannen och kvinna, om båda är fria. Är en av parterna däremot förslavad piskas han/hon enbart 50 gånger. Sexuellt umgänge mellan en muslimsk man och hans kvinnliga slav räknades dock inte som zina, trots att parterna inte var gifta med varandra. 

## Bevisning och situationer
Det krävs starka bevis vid hududbrott eftersom straffen är så hårda. Målsägaren måste ha fyra trovärdiga, vuxna, manliga vittnen som har bevittnat penetrationen, uppger Vikör. Kvinnor får däremot inte vittna vid hududbrott. Inom maliki, en av rättsskolorna, är graviditet när det gäller ogifta kvinnor ett bevis för zina. De andra rättsskolorna motsätter sig dock detta. Ett erkännande från den anklagade kan vara tillräckligt även om det inte står något om detta i Koranen utan bara i haditherna. Individen som erkänner och tar sitt straff blir renad från synd i detta livet och har en möjlighet att komma till paradiset.
Missförstånd råder ofta kring hur islams rättsliga system behandlar en våldtäkt. Vissa tror att det även krävs fyra vittnen som ser våldtäkten för att rätten ska kunna utfärda en dom. Men saknas fyra vittnen vid zina i samband med våldtäkt kommer domaren att bestämma ett straff för förövaren efter eget tycke och landets brottsbalk. Domaren är då inte heller skyldig att utdöma straff för otukt.
Straffen utförs i mycket begränsad omfattning och endast i ett fåtal länder som vill att sharia ska genomsyra hela samhället, till exempel Saudiarabien, Iran, Sudan, norra Nigeria och i vissa delar av Pakistan.
Sex mellan en muslimsk man och hans kvinnliga slav (konkubin) definierades dock inte som zina trots att det var sex mellan två personer som inte var gifta med varandra. Även Muhammed själv hade sexuellt umgänge med kvinnliga slavar. Abu ‘Ubaydah sade om Muhammed: "Han hade fyra [konkubiner]: Mariyah, som var mor till hans son Ibraaheem; Rayhaanah; ytterligare en vacker slavkvinna som han anskaffade som krigsfånge; och en slavkvinna som gavs till honom av Zaynab bint Jahsh.""

## Urval från Koranen
- "Håll er borta från [alla frestelser till] otuktiga handlingar! Sådant är skamlöshet och en ond väg." [17:32][5]
- "Straffet för äktenskapsbryterskan och för äktenskapsbrytaren är hundra piskrapp för var och en; och låt inte medkänsla med dem avhålla er från att följa Guds lag, såvida ni tror på Gud och den Yttersta dagen. Och se till att några troende bevittnar bestraffningen." [24:2][6]
- "Och de som anklagar ärbara kvinnor [för äktenskapsbrott] och sedan inte visar sig ha stöd av fyra vittnen, straffas med åttio piskrapp och skall i framtiden inte få avge vittnesmål; de har visat grovt trots mot Gud. Men de som ångrar [vad de har gjort] och gottgör skadan skall undantas [från förbudet att vittna]. - Gud är alltid förlåtande, barmhärtig." [24:4-5][6]
- "De av er som inte har råd eller möjlighet att ta till hustrur fria troende kvinnor bör ta en troende slavinna. Gud har full kännedom om er tro; ni är alla komna av samma rot. Tag dem alltså till hustrur med medgivande av deras närmaste, och ge dem på vanligt sätt deras brudgåva såsom anständiga, inte lösa kvinnor eller sådana som gärna inleder hemliga förbindelser. Gör de sig, efter att ha ingått äktenskap, skyldiga till grovt oanständiga handlingar är straffet för dem hälften av det som stadgas för fria kvinnor. Detta [att få ta slavinnor till hustrur är ett medgivande] för dem av er som är rädda att råka i svårigheter. Det bästa för er är att ge er till tåls. Gud är ständigt förlåtande, barmhärtig." [4:25][7]